# 性清潔
性清潔（Sexual cleansing；kusasa fumbi）是一個非洲的部落傳統宗教風俗，奉行於肯亞西部、贊比亞、馬拉威、烏干達、坦桑尼亞、莫桑比克、安哥拉、象牙海岸、剛果、奈及利亞等非洲中部及東部的十多國。在這種傳統，婦女在第一次來經、喪夫、流產或墮胎之後，都需要透過與特定的親人又或被當地人稱為「鬣狗」（hyena）的職業清除工（巫師）來進行性行為，以達成驅除厄運等目的。
因此愛滋病的傳播與此習俗存有一定關聯（因儀式涉及體液交換而不使用安全套） 。

## 被清潔者
寡婦，父親早逝的少女，未經過性行為的少女(由7歲至17歲)。原因是害怕惡靈纏身於他們。
通常情況下，在性行為之後，寡婦會燒掉她的衣服，男人經常在屋外面刮鬍子與頭髮，以便鄰居可以看到寡婦現在已經被洗淨了。儀式通常持續三到七天，在結束時屠宰一隻雞作結(並且清潔者可從中獲4美元到7美元不等的報酬)。

## 清潔工
通常是最骯髒，最多疾病，酗酒者。
如清潔工阿尼瓦因性清潔過104位女性，被馬拉威政府法院判刑兩年有期徒刑。

## 行為
當寡婦老公去世後，村民會舉行歡送儀式，之後由部落長老開會研議，指派性清潔的執行者。與寡婦過夜一至三天。
不從者，全家受詛咒，全村稻穀不生，禁止出席丈夫喪禮。